# Льенард де Божё, Даниель
Даниель Льенард де Божё (фр. Daniel Liénard de Beaujeu; 19 августа 1711 — 9 июля 1755) — канадский офицер, участник Войны короля Георга и Семилетней войны, участник сражения при Гран-Пре 1747 года. Он участвовал в обороне форта Дюкен во время наступления Брэддока, лично организовал нападение на колонну Брэддока, что привело к сражению при Мононгахиле. Он лично повёл войска в атаку и был убит в начале сражения.

## Ранние годы
Фамилия Де Божё происходила из французской области Дофине и известна с 1210 года. Гумберт V, сир де Божё был коннетаблем Франции и присутствовал при коронации Бодуэна II Константинопольского.
Луи Льенард де Божё родился в Версале в семье офицера королевских гвардейцев и прибыл в Канаду в конце XVII века, и в 1704 году получил звание лейтенанта. 7 сентября 1706 года он женился на Денис-Терезе Мижон де Броссак, стал капитаном в 1711 году и мэром Квебека в 1733 году. В его семье было три сына и две дочери. Старший, Луи, стал священником и впоследствии исповедником Людовика XVI, а вторым сыном стал Даниель Гиацинт Мари де Божё, который родился в Монреале в 1711 году. Историк Дэвид Престон писал, что биография Де Божё — это буквально персонификация образа жизни обычного франкоканадца из высшего слоя общества.
4 марта 1737 года Де Божё женился на Мишель Элизабет де Фуко. У них родилась дочь, которая впоследствии вышла замуж за Шарля де Нойана, губернатора Гвианы, и сын, который впоследствии уехал во Францию.
Даниель в раннем возрасте поступил в армию и уже в 1748 году стал капитаном морских пехотинцев. Сохранился его журнал, где он описывает боевые действия в Акадии в 1746 и 1747 годах (в ходе Войны короля Георга). В этих сражениях помимо регулярной пехотной тактики применялась и так называемая petit guerre, иррегулярная тактика, и Де Божё обрёл ценный опыт. В феврале 1747 года отряд Колона де Вильера напал на британский укреплённый лагерь у Гран-Пре. Британцев было 500 человек, а французов и индейцев около 300. 11 февраля началось сражение при Гран-Пре; Де Вильер был ранен и командование принял де Божё. Британцы понеслои тяжёлые потери и на следующий день капитулировали. В этом бою отряд Де Божё действовал иррегулярно, разбившись на группы по 25 — 50 человек.
В 1748 году он присутствовал на встрече маркиза де Галиссеньера с депутатами племен онейда, онондага, каюга, сенека и тускарора. В 1750 году ему поручили принять командование фортом Ниагара и сделать так, чтобы индейцы торговали пушниной здесь, а не в британском Освего. Вероятно за успехи в этом деле он вскоре получил Крест Святого Людовика.
В 1755 году стало известно о том, что англичане готовят наступление на форт Дюкен, а маркиз де Контракёр, командир форта, просил отозвать его, поэтому маркиз Дюкен отправил капитана Де Божё в форт, но приказал Контракёру остаться до завершения боевых действий.

## Оборона форта Дюкен
Де Божё был отправлен из Монреаля в форт Дюкен во главе крупного отряда индейцев. Он покинул Монреаль 23 апреля 1755 года, в холодный снежный день. У него было 40 лодок и 240 человек, запас еды на 4 месяца, снаряжение и боеприпасы, и 26 лошадей. Вслед за первым конвоем в мае были направлены ещё три, каждый по 100 человек. Историк Дэвид Престон писал, что в истории обычно преувеличивается преимущество, которое давал французам доступ по воде к форту Дюкен, и не все осознают трудности, которые надо было преодолеть на пути к форту. От Монреаля до форта было 700 миль, а дорога от форта Преск-айл до форта Дюкен была совсем новой и недостаточно освоенной. Переправа по Великим Озёрам была трудной, утомительной, и требовала частой выгрузки с лодок на берег и обратно. В некоторых местах лодки приходилось тянуть на верёвки через пороги, находясь по шею в воде.
Когда конвой Де Божё поднялся по реке Святого Лаврентия к форту Фронтенак и озеру Онтарио, перед ним возникла другая задача: пройти по опасному озеру Онтарио так, чтобы не оказаться в поле зрения британского форта Освего. Несмотря на все риски и предосторожности, британцам стало известно о прохождении конвоя Де Божё и это оказало существенное влияние на ход экспедиции Брэддока. 18 мая 1755 года конвой прибыл в форт Ниагара. Де Божё уже служил ранее в форте Ниагара и был хорошо знаком с местностью. У форта груз требовалось перенести на сушу, провезти посуху 8 миль, и снова погрузить на лодки. На эту транспортировку ушло 2 недели и только 1 июня конвой смог продолжить путь по воде.
Де Божё ждал прибытия остальных трёх конвоев, но они подошли только 11—12 июня, поэтому он отправился дальше и 8 июня, миновав озеро Эри, прибыл к форту Преск-Айл. Оттуда предстояло двигаться уже посуху, по новой дороге, проложенной по крутым холмам, а местами по болотам. Здесь конвой Де Божё испытал те же трудности с транспортировкой, что и колонна Брэддока на марше от форта Камберленд. Сам Де Божё был удивлён состоянием дороги и писал в форт Ниагара о низком качестве лошадей, повозок и индейцев-носильщиков. Когда конвой вышел к форте Ле-Беф, то оказалось, что река Ривьер-о-Беф (Френч-Крик) слишком мелка для использования лодок. Засуха 1755 года, которая позволила Брэддоку перейти Джогейни и Мононгахилу, помешала Де Божё быстро добраться до форта Дюкен. К началу июля 1755 года Френч-Крик стала почти непроходимой.
Согласно инструкциям командования, Де Божё должен был построить Форт-Машо на реке Френч-Крик, и он отбыл туда для изучения ситуации, но вскоре понял, что его люди и лошади слишком изнурены переходом, а в недостроенном форте Машо имеется всего 30 человек, что осложняет задание. И в то же время около 14 июня пришло письмо из форта Дюкен, в котором маркиз Контркёр писал, что англичане уже приближаются. Де Божё отправил к форту несколько пирог с боеприпасами, затем отправился сам, вероятно 17 июня, и прибыл в форт Дюкен 27 июня 1755 года. Его конвой двигался медленнее и прибыл только 2 июля, а отдельные подразделения прибывали ещё несколько дней.